# GPSS
GPSS (англ. General Purpose Simulation System — система моделирования общего назначения) — язык моделирования, используемый для имитационного моделирования различных систем, в основном систем массового обслуживания.

## История
Система GPSS была разработана сотрудником фирмы IBM Джеффри Гордоном в 1961 году. Гордоном были созданы 5 первых версий языка: GPSS (1961), GPSS II (1963), GPSS III (1965), GPSS/360 (1967) и GPSS V (1971). Известный ранее только специалистам, в России этот программный пакет завоевал популярность после издания в СССР в 1980 году монографии Т Дж. Шрайбера. В ней была рассмотрена одна из ранних версий языка — GPSS/360, а также основные особенности более мощной версии — GPSS V, поддерживаемой компанией IBM, у нас она была более известна как пакет моделирования дискретных систем (ПМДС). Этот пакет работал в среде подсистемы диалоговой обработки системы виртуальных машин единой серии (ПДО СВМ ЕС) ЭВМ. После окончания поддержки GPSS V компанией IBM следующей версией стала система GPSS/H компании Wolverine Software разработанная в 1978 году под руководством Дж. Хенриксена. В 1984 году появилась первая версия GPSS для персональных компьютеров с операционной системой DOS — GPSS/PC. Она была разработана компанией Minuteman Software под руководством С. Кокса.
Конец XX века ознаменовался разработкой компанией Minuteman Software программного продукта GPSS World, увидевшей свет в 1993 году. За сравнительно небольшой период времени было выпущено несколько его версий, причем в каждой последующей возможности системы моделирования наращивались.
Помимо этих основных версий существует также Micro-GPSS, разработанная Ингольфом Сталлом в Швеции, — это упрощенная версия, предназначенная для изучения языка GPSS, и WebGPSS, также предназначенная для изучения работы системы и разработки простейших имитационных моделей в сети интернет, также в настоящее время развивается расширенная версия российской версии языка в виде системы моделирования ALINA GPSS (GPSS Studio). 

## Система имитационного моделирования GPSS
Основные версии:
- GPSS I (1961)
- GPSS II (1962)
- GPSS III (1965)
- GPSS/360 (1967)
- GPSS V (1975)
- GPSS/H (1978)
- GPSS/PC (1984)
- Micro-GPSS (1) (1990)
- GRAMOS-GPSS (1993)
- GPSS World (1993)
- Micro-GPSS (2) (1996)
- Расширенный редактор GPSS World (2013)
- Среда моделирования GPSS Studio (2018)
- GPSS World Core (2022)
- Платформа прогнозирования и управления ALINA GPSS (2022).

Система GPSS изучается во многих учебных заведениях в России и за рубежом. Широко используется для решения практических задач. Динамическим элементом модели является транзакт — абстрактный объект, который перемещается между статическими элементами, воспроизводя различные события реального моделируемого объекта. В процессе работы модели накапливается статистика, автоматически выводимая по завершении процесса моделирования.
Статические элементы модели: источники транзактов, устройства, очереди и другие. Их расположение в модели определяется блоками.
Расширением возможностей классического GPSS является российская платформа ALINA GPSS (GPSS Studio) – программная система, предназначенная для автоматизации разработки дискретно-событийных имитационных моделей и проведения имитационных исследований. Она является продолжением предыдущих разработок - расширенного редактора и редактора форм. В данной платформе имеется возможность облачных вычислений за счет модуля GPSS Server, создания расширений модели на C# а также проведения black-box оптимизации имитационных моделей.

## Пример кода для системы GPSS World
```
GENERATE (POISSON(1,40))  ; генерация потока транзактов
                          ; Поток транзактов 
пуассоновский
 со средним интервалом 40 единиц
QUEUE mainQ ; Войти в регистратор очереди
SEIZE F007  ; Попытка занять устройство
DEPART mainQ ; Покинуть регистратор очереди
ADVANCE (Normal(1,35,4))        ; Моделирование процесса обслуживания. Время обслуживания
                                ; распределено по 
нормальному (гауссову) закону

                                ; с математическим ожиданием 35 и среднеквадратическим отклонением 4
RELEASE F007 ; Освободить устройство
TERMINATE    ; удаление транзакта
```

## Недостатки языка
В программе на языке GPSS реализуется дискретно-событийных подход со всеми его преимуществами и недостатками. Классический GPSS, модель представляет собой программу, а значит  не имеет графической интерпретации, что затрудняет процесс разработки модели и снижает наглядность модели в целом. Расширенный интерфейс GPSS Studio (ALINA GPSS) снимает эти ограничения, а также позволяет использовать внешние библиотеки для расширения возможностей по описанию сложных алгоритмов работы систем любой сложности.